# Természetes monopólium
A természetes monopólium olyan monopólium, amelynek gazdasági okból nem maradhat fenn versenytársa, vagyis nem tud legalább két tartósan nyereséges cég ugyanazon a piacon ugyanolyan szolgáltatást vagy terméket kínálni. Ekkor hosszú távon csak egyetlen, monopolhelyzetben lévő vállalat maradhat fenn az iparágban. Ilyen helyzet akkor állhat elő, ha a piac mérete relatíve kicsi egy vállalat hatékony méretéhez képest, például a magas fix költségek következtében. A természetes monopólium különleges esete, amikor a monopólium valamilyen megismételhetetlen természetes adottság következménye: például egy áruszállítási piacon csak egyetlen, kikötésre alkalmas öböl van, és csak itt lehet kikötőt üzemeltetni.
A példákból is látható, hogy a természetes monopóliumok általában erős szabályozottságot és szervezettséget igényelnek; például a víznek nem szabad az egészségre káros anyagokat tartalmaznia, a közlekedésnek pontosnak kell lennie, és így tovább. Másfelől a társadalom szívesebben venné, ha ezeknek a monopolvállalatoknak a célja nem a profitmaximalizálás, hanem minél nagyobb kereslet, minél több fogyasztói igény kielégítése lenne. Ezen két okból kifolyólag a vállalatoknak szoros kapcsolatban kell lenniük az államhatalommal.
Az Amerikai Egyesült Államokban a természetes monopolhelyzetben lévő vállalatok ugyan szinte kivétel nélkül magántulajdonban vannak, de működésüket az állam szabályozza és felügyeli. Ezzel szemben az európai országok többségében, így Magyarországon is, ezen vállalatok többsége állami tulajdon. Az európai megoldás előnye, hogy így a monopolvállalat profitja az államkasszát gazdagítja  (persze a veszteséget is az adófizetőknek kell fedezniük), hátránya viszont, hogy az állami vállalatoknak kevésbé fűződik érdeke a hatékony működtetéshez, a fejlesztéshez.
Az elmúlt évtizedben az Európai Unió országaiban, főleg a hazai és nemzetközi magánbefektetőknek engedve, elmozdulás történt az amerikai modell, az állami monopóliumok liberalizálásának irányába. Ez a folyamat sokszor előnnyel (mint az árak csökkenésével, például a telefontársaságoknál), sok esetben viszont – legalábbis a társadalom szempontjából – hátránnyal járt; a magánvállalatok többnyire annyira sem tudták (és nem is nagyon állt érdekükben) megszervezni a szükséges folyamatokat, mint korábban az állam. (Például az angol vasutaknál a liberalizálás után megtöbbszöröződött az átlagos késés időtartama.) A nagy állami rendszerek egyben történő liberalizálása egyes magánvállalatok minden korábbinál nagyobb piaci hatalmával, részekben történő eladása pedig a szervezettség, az összehangoltság hiányával fenyeget.

## Példák természetes monopóliumokra Magyarországon
- a vasúti infrastruktúra, a közúti infrastruktúra üzemeltetése;
- a víz-, villany- és gázellátás;[1]
- az alacsony népsűrűségű területeken az egyetemes szolgáltatások (hírközlési, postai, tömegközlekedési szolgáltatások)